# Eugénie Éboué-Tell
Eugénie Éboué-Tell, née le 23 novembre 1891 à Cayenne (Guyane) et morte le 20 novembre 1972 à Pontoise (Val-d'Oise), est une femme politique française.
Elle est successivement députée, conseillère de la République et sénatrice de Guadeloupe.

## Biographie

### Origines, études et Résistance
Elle est la fille d'Hippolyte Herménégilde Tell, directeur du bagne de Cayenne. Elle effectue une partie de ses études au lycée de jeunes filles de Montauban (Tarn-et-Garonne) et obtient le certificat d'aptitude pédagogique. Elle revient en Guyane en 1911 et y devient institutrice, à Saint-Laurent-du-Maroni.
Elle épouse Félix Éboué le 14 juin 1922 et part en 1923 vivre avec lui en Oubangui-Chari, l'actuelle Centrafrique, où ils restent jusqu'en 1931. Grâce à ses connaissances musicales, elle l'aide pour déchiffrer les langages tambourinés et sifflés des populations Banda et Mandja. Le couple a quatre enfants (Henri, Robert, Ginette et Charles). Elle suit ensuite son mari au fil de sa carrière, en Martinique (1932-1934) au Soudan (1934-1936), en Guadeloupe (1936-1938) puis au Tchad, où il est nommé gouverneur en 1938 par le ministre des Colonies Georges Mandel. Après avoir entendu l'appel du 18 Juin, Félix Éboué se rallie au général de Gaulle dès le 26 août 1940, contre la décision de son supérieur, Pierre Boisson, gouverneur général de l'Afrique-Équatoriale française. La France libre le désigne alors pour remplacer ce dernier, à compter du 12 novembre 1940. De son côté, Eugénie Tell s’engage dans les Forces françaises libres féminines et devient infirmière à l'hôpital militaire de Brazzaville ; pour cela, elle obtient en 1944 la croix de guerre et la médaille de la Résistance française. En 1940, cependant, son engagement dans la Résistance lui vaut une condamnation à mort par contumace, prononcée par le gouvernement de Vichy. En novembre 1942, Gaston Monnerville aide les enfants Éboué à franchir la frontière espagnole pour rejoindre leurs parents à Brazzaville.
Félix Éboué meurt le 17 mai 1944 au Caire (Égypte).

### Carrière politique

#### Députée
Elle adhère à la Section française de l'Internationale ouvrière (SFIO) en 1944. Elle est nommée déléguée à l'Assemblée consultative provisoire puis devient députée de Guadeloupe des deux Assemblées nationales constituantes entre 1945 et 1946. Elle compte ainsi parmi les premières femmes députées de l'histoire française. Lors des élections législatives de 1945, elle est élue dans la première circonscription de Guadeloupe contre le candidat communiste Rosan Girard, par 14 441 voix sur 25 020, puis réélue contre Gerty Archimède du Parti communiste à celles de juin 1946, par 12 490 sur 18 815. Elle échoue néanmoins à se faire réélire au sein de la Ire législature de la Quatrième République, lors des élections législatives de novembre 1946 : elle est troisième sur une liste dont seulement le premier nom devient député.

#### Conseillère de la République et sénatrice
Elle est élue, en mai 1945, conseillère municipale de Grand-Bourg (Guadeloupe). Lors des élections sénatoriales de 1946, le 15 décembre, elle est élue conseillère de la République (ce qui équivaut, sous les IIIe et Ve Républiques, et, à partir de 1948, sous la IVe, au mandat de sénatrice), par vingt voix contre trente,. Clovis Renaison, deuxième sur la liste SFIO est également élu. Elle est membre du groupe parlementaire socialiste ; elle fait partie de la commission à l’Éducation nationale et de la commission à l’Intérieur.
Sa première action est d’approuver la motion « invitant le Conseil de la République à ne pas se prononcer sur la demande de levée d’immunité parlementaire des élus malgaches avant d'avoir entendu les intéressés (mai 1947) ». Elle intervient publiquement pour la première fois en juillet 1947, lors d'un prise de parole au sujet de Madagascar. Elle soutient le transfert des cendres de Victor Schœlcher au Panthéon.
En 1947, elle adhère au RPF, parti récemment fondé par le général de Gaulle.
Elle est réélue sous cette étiquette aux élections municipales d’octobre 1947. Au Conseil de la République, elle rejoint alors le groupe parlementaire « Action démocratique et républicaine ». Elle est réélue conseillère de la République lors des élections sénatoriales de 1948, qui reprend alors le nom de « Sénat », faisant d’Eugénie Éboué-Tell et de ses consœurs du palais du Luxembourg des « sénatrices ». Elle conduisait la liste RPF, qui pourvoit les deux sièges de sénateur ; elle l’emporte par 231 voix sur 583. Elle devient membre de la commission des Douanes mais intervient essentiellement en séance publique sur des questions liées à l’Outre-mer. Elle est vice-présidente de la commission de la France d'outre-mer à partir de janvier 1951. Son mandat prend fin en 1952,.
De même, en 1947, elle co-présente avec d'autres sénateurs et sénatrices, une proposition de loi relative sur les droits des enfants nés de mère issue des colonies françaises. Cette proposition de loi vise à donner aux enfants métis des colonies — notamment nés de soldats — les mêmes droits à la recherche de paternité que les enfants nés en France métropolitaine, afin qu'ils puissent par exemple être contraints de verser une pension pour soutenir leur enfance,). Après avoir été défendue au Sénat par Jane Vialle en 1951, la proposition de loi est adoptée en 1951.

#### Autres engagements
Du 21 février au 13 mars 1946, elle représente la France à la conférence des Indes occidentales qui se déroule à Saint-Thomas (îles Vierges des États-Unis). Près d 'une dizaine de pays et une trentaine d'organisations et d'institutions internationales et régionales y participent en présence de Charles W. Taussig, conseiller spécial du secrétaire d'État américain (le ministre des Affaires étrangères). Membre du conseil de direction du MRP, le général de Gaulle lui confie la présidence de l'UPANG (Union privée pour l'aide à l'action du général de Gaulle), chargée de récolter des fonds pour le RPF. Du 23 au 25 novembre 1951, elle participe à Nancy aux Assises nationales sur l'Union française et présente le rapport de la commission sur l'avenir de cette organisation,. Le 10 juillet 1952 elle est élue par le Sénat à l'Assemblée de l'Union française, devenant ensuite la vice-présidente de cette assemblée (1953) et la vice-présidente du groupe parlementaire des « Républicains sociaux ». Elle y siège jusqu'en 1958. Elle est aussi membre du comité directeur de l’Alliance internationale des femmes. Elle échoue à se faire élire lors des élections législatives de 1956, alors candidate dans la 5e circonscription de la Seine ; elle était troisième sur la liste des Républicains sociaux, un seul siège étant pourvu par cette liste. De 1959 à 1962, elle est membre de la section des activités sociales du Conseil économique et social.
Elle est franc-maçonne au sein du Droit humain.
Elle est élue conseillère municipale d'Asnières-sur-Seine aux élections municipales des 8 et 15 mars 1959 et réélue le 14 mars 1965, sous la mandature de Michel Maurice-Bokanowski. Elle présente, le 2 novembre 1959, le projet de construction d’une piscine et diverses mesures en faveur des activités sportives proposées par la Maison des Jeunes. Lors de la séance du 8 avril 1965, elle est élue déléguée à la Commission administrative du bureau d’aide sociale. Au conseil municipal du 25 avril 1965, le nom de « Félix Éboué» est attribué au stade municipal construit dans le quartier des Grésillons.
Malade à partir de 1970, elle s'éloigne à Pontoise pour suivre un traitement et ne peut figurer sur la liste pour les élections municipales de 1971. Le maire lui écrit le 22 janvier 1971 : « Au moment où je travaille à la constitution de ma liste, ma pensée se tourne vers vous. Vous en avez été le porte-drapeau, incarnant avec dignité et talent la fidélité au Général et à l’esprit de la Résistance. Vous avez été en outre une collaboratrice et une amie merveilleuse. Votre départ d’Asnières a été ressenti par tous. Nous savions, ce jour-là, que l’on ne vous verrait plus au Conseil municipal et cela nous a touchés ».
Le 7 novembre 1972, le président de la République Georges Pompidou lui accorde des obsèques aux Invalides, mais lui refuse de reposer au Panthéon.
Elle meurt le 20 novembre 1972 à Pontoise. Ses obsèques se déroulent à l’église Saint-François-Xavier à Paris, en présence de membres de la famille du général de Gaulle, de compagnons de la Libération et de l'ancien président du Sénat Gaston Monnerville, alors que Philippe de Gaulle assiste le 18 décembre 1972 à une messe du souvenir dite à l'église Saint-Louis-des-Invalides. Elle est inhumée au cimetière parisien de Pantin (dans la 21e division).
De nombreuses tentatives sont restées infructueuses pour qu'elle repose auprès de son mari au Panthéon.

#### Descendance
Née le 18 mars 1923, sa fille Ginette s'engage en 1943 comme soutien administratif de l'armée d'Afrique. Le 12 septembre 1946, elle épouse le député Léopold Sédar Senghor, futur président du Sénégal, qui avait connu ses frères quand il était prisonnier de guerre. Elle est alors attachée parlementaire du député Marius Moutet, qui sera bientôt ministre de la France d'Outre-mer. De cette union naissent deux fils : Francis-Arphang (né le 20 juillet 1947) et Guy-Wali (né le 28 septembre 1948, décédé en 1983 à la suite d'une chute du cinquième étage de son appartement de Paris. Senghor lui consacre le poème Chants pour Naëtt, repris dans le recueil de poèmes Nocturnes sous le titre Chants pour Signare). Plutôt malheureuse, l'union avec Ginette se conclut par un divorce en 1955 ou 1956, au terme d'un long procès devant les autorités ecclésiastiques.
Alors que Senghor approche de la quarantaine, sa biographe Elara Bertho estime que cette union avant tout « un mariage politique : Senghor s'inscrit dans le sillage d'une grande figure noire de la vie politique française, résistant et ardent républicain ». Le couple ne cesse cependant de se disputer, Senghor souffrant de vexations publiques et des préjugés d'Eugénie Éboué-Tell, « qui considère les Africains comme inférieurs aux Antillais ».
En 1983, son petit fils Guy Senghor, puis sa fille Ginette, décédée le 23 juillet 1992 à Paris, rejoignent Eugénie Éboué-Tell dans le caveau familial à Pantin.

## Décorations
- Commandeur de la Légion d'honneur[2]
- Croix de guerre 1939-1945[2],[3]
- Médaille de la Résistance française avec rosette (décret du 24 avril 1946)[2],[3]
- Officier de l'ordre de la Santé publique (1960)[15]
- Officier de l'ordre des Palmes académiques[2]
- Commandeur de l'ordre national du Tchad[2]
- Commandeur de l'ordre national de la Côte-d'Ivoire[2]

## Hommages
- Collège Eugénie-Tell-Eboué à Saint-Laurent-du-Maroni (Guyane française)[16],[17].
- Rue Eugénie-Éboué (12e arrondissement de Paris), nommée en 1977[4].
- Rue Eugénie-Eboué-Tell à Massy (Essonne)
- Crèche Eugénie-Éboué à Paris[18]

En 2023, l'artiste C215, Christian Guémy, fait son portrait et le dévoile, en présence du conservateur du musée de la Franc-maçonnerie Pierre Mollier et Guillaume Villemot, président du comité de soutien à la panthéonisation d'Eugénie Eboué, au musée de la Franc-maçonnerie, avant qu'il ne rejoigne l'antenne caribéenne de la franc-maçonnerie à Fort-de-France.